# Sofi Oksanen

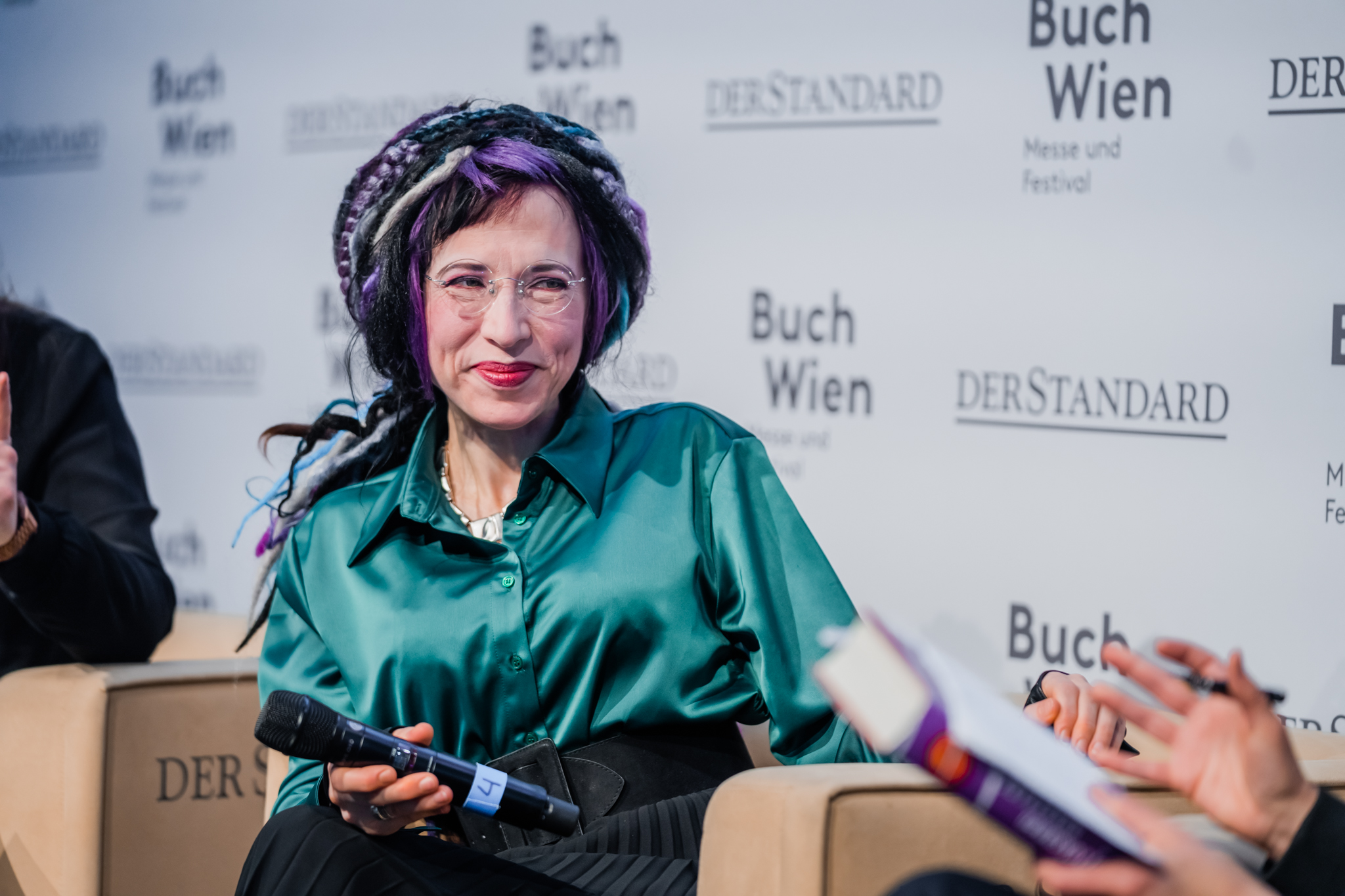
Sofi Oksanen bei der Buch Wien (2022)

Sofi Oksanen (* 7. Januar 1977 in Jyväskylä, Finnland) ist eine finnisch-estnische Schriftstellerin und Dramaturgin. Ihr Roman Fegefeuer wurde mit mehreren Literaturpreisen ausgezeichnet.

## Leben
Sofi Oksanen wurde im mittelfinnischen Jyväskylä geboren und wuchs dort auf. Ihr Vater ist ein finnischer Elektriker, ihre Mutter eine estnische Diplom-Ingenieurin. Oksanen hat an den Universitäten von Jyväskylä und Helsinki Literaturwissenschaft und später an der Theaterhochschule Dramaturgie studiert. 
Oksanen schreibt auf Finnisch, lernte von ihrer Mutter jedoch Estnisch und liest auch estnische Literatur im Original. Oksanen beteiligt sich aktiv am öffentlichen Diskurs in Finnland und kommentiert aktuelle Themen in ihren Kolumnen und in verschiedenen Talkshows. Sie ist Feministin.

## Literarische Entwicklung
In Oksanens Debütroman Stalinin lehmät (wörtlich: Stalins Kühe, auf Finnisch 2003) ist das Schicksal der Protagonistin Anna, deren Leben stark von ihrer Bulimarexie bestimmt wird, in einer komplexen Geschichte mit dem Leben ihrer Familie in der sowjetischen Zeit in Estland und dem Stalinismus, zwischen Finnland und Estland in den 1960er/1970er Jahren und der Zeit nach dem Zerfall der Sowjetunion mit der Unabhängigkeit Estlands verwoben. Anna und ihre Mutter versuchen, ihre estnische Herkunft zu verschleiern, um nicht mit den in ihrer Wahrnehmung in Finnland herrschenden Vorurteilen gegenüber estnischen Frauen konfrontiert zu werden: Esten würden in Finnland als „Russen“ angesehen und estnische Frauen als „Prostituierte“ verunglimpft. Annas Beziehungen sind geprägt von der Distanzierung und Ablehnung ihrer estnischen Identität und der Sehnsucht nach eben dieser Identität und ihrer estnischen Heimat.
Der Debütroman Oksanens wurde als Kandidat für den Runeberg-Preis und für den Debütromanpreis der überregionalen Tageszeitung Helsingin Sanomat nominiert.

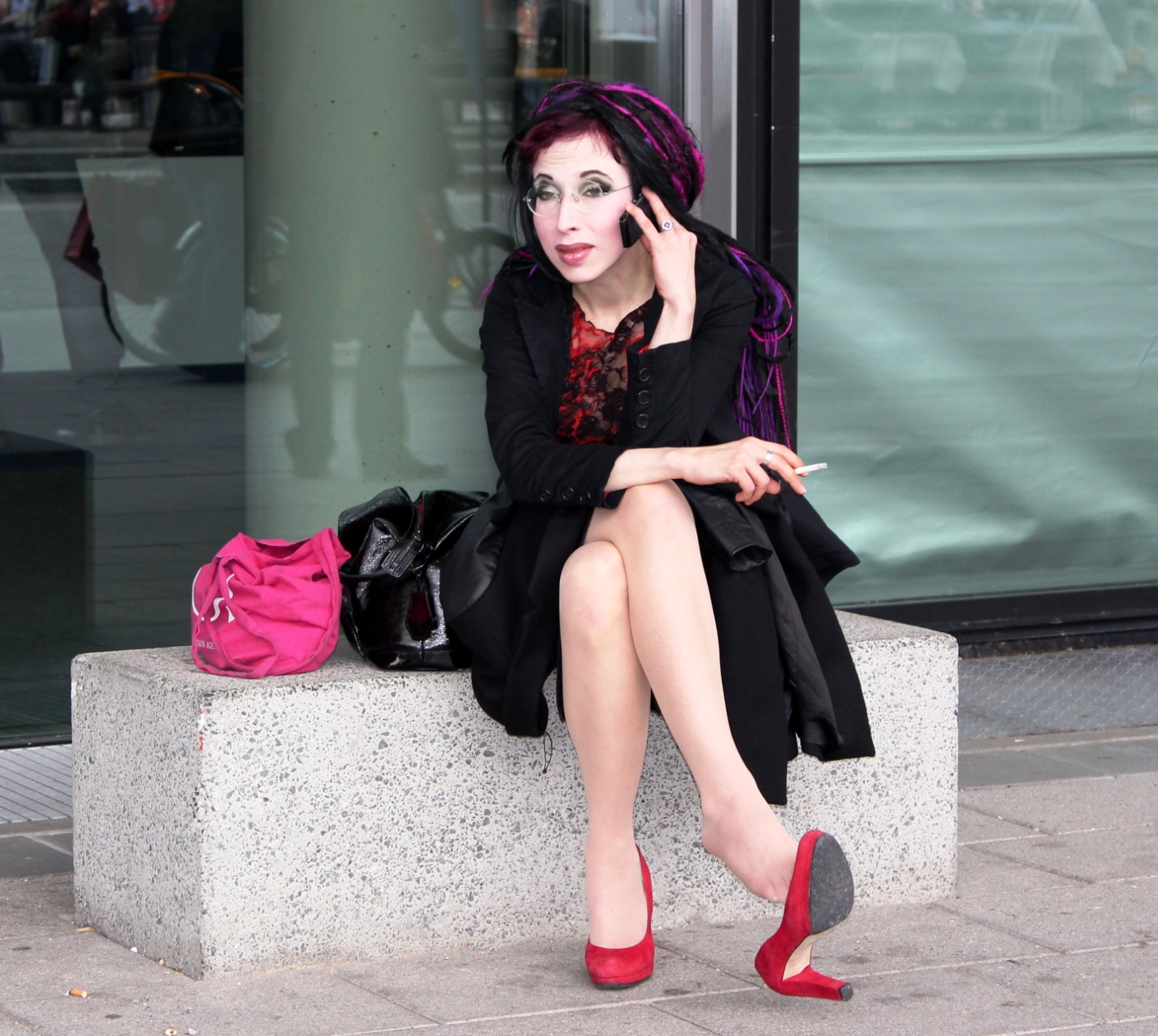
Sofi Oksanen auf der Frankfurter Buchmesse 2012

In ihrem zweiten Roman Baby Jane (auf Finnisch 2005) behandelt Sofi Oksanen Panikattacken und wie sie auf die Mitmenschen wirken sowie Gewalt in Frauenbeziehungen. Im Gegensatz zu ihrem Debütroman spielt Baby Jane in Finnland (im Helsinki der 1990er Jahre).
Mit ihrem ersten Theaterstück, Fegefeuer (Originaltitel: Puhdistus), gelang Oksanen 2007 der Durchbruch auf nationaler Ebene, mit ihrem gleichnamigen Roman ein Jahr später auch international (siehe auch Kritik, unten). Der Roman wurde bislang in 38 Sprachen übersetzt und mit zahlreichen, auch bedeutenden Preisen honoriert; sein Erfolg wirkt auf das Stück zurück, das 2011/12 in mehreren Ländern Premiere hat(te). Die deutschsprachige Erstaufführung fand am 15. Oktober 2011 am Theater Osnabrück statt.
Thematisch knüpft Oksanen an ihren ersten Roman Stalinin lehmät an und kehrt ins benachbarte Estland zurück. Indem sie die wenige Tage dauernde Handlung im Jahr 1992 (also kurz nach Wiedererlangung der Unabhängigkeit Estlands) spielen lässt, rückt sie der Jetztzeit näher, geht aber andererseits noch weiter in die Geschichte dieses Landes zurück. Mit solchen Spannungspolen wird auch die Begegnung der zwei Protagonistinnen aufgeladen: Alt gegen Jung, Estin gegen Russin, Alteingesessene gegen Eindringling. Doch mit Ausnahme des ersten Gegensatzes bleibt keiner bestehen; Gemeinsames wird wichtiger als Trennendes und führt dennoch weder im Drama noch im Roman zu einem Ende, das man als „Happyend“ bezeichnen kann.
Sofi Oksanens Buch Putins Krieg gegen die Frauen (2024) analysiert den Zusammenhang zwischen Russlands Antifeminismus und dem Krieg in der Ukraine, wobei sie betont, dass der Kreml Frauen systematisch von der Macht fernzuhalten versucht und Gewalt gegen sie sowohl als Kriegsinstrument als auch zur Festigung seiner autokratischen Herrschaft einsetzt. Oksanen verbindet persönliche Erfahrungen und historische Kontexte, um aufzuzeigen, wie sexuelle Gewalt als Teil von Russlands imperialer Strategie und dessen innerer Machtzentralisierung dient, während sie gleichzeitig für eine stärkere Anerkennung dieser Verbrechen als systematischen Teil kriegerischer Auseinandersetzungen plädiert. Das Buch legt dar, wie der Antifeminismus in Russland eng mit Putins Vision einer russischen Identität verwoben ist, die auf Ausschluss basiert, und fordert eine internationale Anerkennung und Verfolgung sexueller Gewalt im Kriegskontext.
Oksanen erzählt, dass sie Autofiktion schreibt, d. h., sie kombiniert autobiografische Geschichten und reale Ereignisse mit Erfundenem.

## Verleger
Die Werke von Sofi Oksanen wurden bis 2010 vom Verlagshaus WSOY herausgegeben. Im Juni 2010 gab WSOY jedoch in einer Pressemitteilung bekannt, die Zusammenarbeit mit Sofi Oksanen mit sofortiger Wirkung zu beenden. Begründet wurde der Schritt mit der öffentlichen Kritik, die Oksanen an ihrem Verlag äußerte. Sie hatte sich vor allem über die ihrer Meinung nach ungenügende Marketingpolitik von WSOY beschwert. Ihr vierter Roman Als die Tauben verschwanden erschien im Original als Kun kyyhkyset katosivat beim Verlag Like.

## Kritik
Zum Roman Fegefeuer:
- Man muss kein Experte Estlands oder Finnlands sein, um sich mit Gewinn in die Lektüre dieses Romans stürzen zu können. Wer aber die Literatur Nord-Europas mag, wird das Buch umso mehr mögen[7].
- Die Sprache lässt uns minutiös teilhaben an ihren Gedanken und baut dabei eine ungeheure Spannung auf, die uns bis zum Ende mitreißt: Ein großer historischer Roman, der Frauenschicksale ohne Klischees erzählt.[8]

## Andere Aktivitäten
Sofi Oksanen hat auch Kolumnen für die finnische Zeitschrift Sihteeri&Assistentti und für die finnischen Zeitungen Sunnuntaisuomalainen, Metro und Aamulehti geschrieben. Die Kolumnen behandeln unter anderem multinationale Identität, die Zensur im Internet, Menschenrechte und Redefreiheit. Weitere Themen bei Oksanen sind die Geschichtslosigkeit und die doppelte Identität im Leben der estnischen Frauen.
Gemeinsam mit der estnischen Journalistin und Filmregisseurin Imbi Paju hat Sofi Oksanen 2009 die finnischsprachige Artikelsammlung Kaiken takana oli pelko (wörtlich: Hinter alledem stand Angst) herausgegeben, die die estnische Geschichte während der sowjetischen Okkupation beschreibt. In der Einleitung des Buches begründet Oksanen die Herausgabe damit, dass das kommunistische Gesellschaftssystem eines der "verderbenbringendsten" der Weltgeschichte ist, im Gegensatz zum Nationalsozialismus bislang jedoch nicht oft thematisiert worden sei.

## Werke
Prosa
- Putins Krieg gegen die Frauen (Samaan virtaan, 2023), Essay, deutsch von Angela Plöger und Maximilian Murmann, Kiepenheuer & Witsch, Köln 2024, ISBN 978-3-462-00691-9
- Baby Jane (Baby Jane, 2005), Roman, deutsch von Angela Plöger, Kiepenheuer & Witsch, Köln 2023, ISBN 978-3-462-00409-0.[9]
- Hundepark (Koirapuisto, 2019), Roman, aus dem Finnischen von Angela Plöger, Kiepenheuer & Witsch, Köln 2022, ISBN 978-3-462-00011-5
- Die Sache mit Norma (Norma,2017), Roman, deutsch von Stefan Moster, Kiepenheuer & Witsch, Köln 2017, ISBN 978-3-462-04963-3
- Als die Tauben verschwanden (Kun kyyhkyset katosivat, 2012), Roman, deutsch von Angela Plöger, Kiepenheuer & Witsch, Köln 2014, ISBN 978-3-462-04661-8
- Stalins Kühe (Stalinin lehmät, 2003), Roman, deutsch von Angela Plöger, Kiepenheuer & Witsch, Köln 2012, ISBN 978-3-462-04374-7.
- Fegefeuer (Puhdistus, 2008), Roman, deutsch von Angela Plöger, Kiepenheuer & Witsch, Köln 2010, ISBN 978-3-462-04234-4.

Theaterstück
- Fegefeuer, deutsch von Angela Plöger, 2007

Opernlibretto
- Innocence, 2021

Film
- Fegefeuer, Regie Antti Jokinen, 2012

## Preise
Folgende nationale und internationale Literaturpreise wurden Oksanen für Fegefeuer zuerkannt:
- 2008 Finlandia-Preis
- 2009 Runeberg-Preis
- 2010 Literaturpreis des Nordischen Rates
- 2010 Prix Femina Étranger
- 2010 Prix du Roman fnac
- 2013 Nordischer Preis der Schwedischen Akademie
- 2023 Usedomer Literaturpreis[10] – zugleich stellvertretend für das Gesamtwerk

Fegefeuer ist bisher das einzige Werk, das in Finnland sowohl mit dem Finlandia- als auch mit dem Runeberg-Preis ausgezeichnet wurde. Oksanen ist außerdem die jüngste Autorin, die einen dieser beiden Preise gewonnen hat. Schließlich ist sie auch die erste ausländische Autorin, der der Prix du Roman fnac zugesprochen wurde.